# 五色鬼
五色鬼，是台灣民間傳說中的一種妖怪，會引起內臟方面的疾病。

## 簡述
五色鬼的臉是青色的，眼睛會發出金光。他們會入侵人體內部，造成五臟方面的疾病。

## 案例
據說日治時期的時候，一間位於今台南的佛頭港地區的愛生堂（一家西藥的賣商）製藥所出現過五色鬼。1912年8月17日下午五點，有一位本島人進入員工宿舍送牛奶，卻在一個昏暗的房間內遇到帶著小孩的五色女鬼，當場嚇得跑出去。